# Anselme Massouémé
Anselme Massouémé, né le 1 janvier 1910 et mort (assassiné) dans la nuit du 14/15 février 1965, est un officiel de l'administration du Congo-Brazzaville. Il fut prêtre catholique diocésain de 1942 à 1960.

## Biographie
Souhaitant être prêtre le jeune Anselme commença ses études de théologie au Grand séminaire de Libreville en octobre 1935, en compagnie des abbés Sylvestre Douta (1896-?), originaire de Mourindi, ordonné le 19 avril 1934, et Denys Moussavou, ordonné le 20 mars 1939. Tous les trois originaires de Loango, ont eu comme formateurs principaux, les pères Jean-Baptiste Fauret, Marcel Lefebvre et Augustin Berger. En 1940, ce dernier juge Anselme Massouémé comme étant vif d'esprit mais "anti-européen" car il  s’inquiétait du sort de ses congénères de Loango. 
Anselme Massouémé est ordonné sous-diacre à Pâques 1942 et prêtre le 18 août 1942. 
En 1960 il quitte définitivement le sacerdoce et, après avoir travaillé au Gouvernement général, devient (1er mai 1962) directeur de l'Agence congolaise de l'information (ACI).
Massouémé fut enlevé et tué dans la nuit du 14-15 février 1965, en compagnie de Lazare Matsocota et Joseph Pouabou. Ce crime n'a jamais été élucidé.

## Souvenir
Une avenue et une école à Brazzaville portent le nom des "Trois martyrs". Ce sont les trois martyrs de la république congolaise.